# Peripristus ater
Peripristus ater is een keversoort uit de familie loopkevers (Carabidae). De wetenschappelijke naam van de soort is voor het eerst geldig gepubliceerd in 1835 door Laporte de Castelnau.